# Blasto
Blasto foi o camareiro de Herodes Agripa (Atos 12:20), e um mediador para os sidônios e tírios. Blasto estava envolvido nos acontecimentos que levaram à morte de Herodes.

## Relato bíblico
De acordo com Atos 12:20, Herodes estava descontente com o povo de Sidom e Tiro (Líbano), e proibiu a exportação de alimentos para eles. Dependente da exportação de alimentos, os sidônios e tírios fizeram de Blasto "seu amigo" (possivelmente através de suborno)). Blasto ajudou a obter uma audiência com Herodes. Atos 12:23 afirma que Herodes foi fulminado por Deus quando o povo de Sidon e Tiro ofereceu-lhe culto.

## Outros relatos contemporâneos
A história da morte de Herodes é um pouco corroborada pelo historiador contemporâneo Flávio Josefo. No entanto Josefo não menciona o envolvimento de Blasto.

## Na cultura popular
O programa de televisão de 2010 Robotomia, da Cartoon Network, inclui um personagem chamado Blasto, que é um "estranho" robô que vive no planeta Insanus. Blasto é diferente da maioria dos robôs de Insanus, em ser sensível e não-homicida. Em sua busca de popularidade, ele é incrivelmente impulsivo e confiante em suas habilidades. Ele é o amigo de outro robô, Thrasher.
Miles Franklin escreveu uma novela intitulada "O velho Blasto de Bandicoot" (1931), sobre um velho fazendeiro teimoso australiano, criador de merinos.